# Dicranus tucma
Dicranus tucma är en tvåvingeart som beskrevs av Lynch Arribalzaga 1880. Dicranus tucma ingår i släktet Dicranus och familjen rovflugor. Inga underarter finns listade i Catalogue of Life.